# Toxorhynchites inornatus
Toxorhynchites inornatus är en tvåvingeart som först beskrevs av Walker 1865.  Toxorhynchites inornatus ingår i släktet Toxorhynchites och familjen stickmyggor. Inga underarter finns listade i Catalogue of Life.